# 1-я Прядильная улица
1-я Пряди́льная улица — улица в Восточном административном округе города Москвы на территории района Измайлово. Проходит между 3-й Парковой улицей и Измайловской площадью параллельно 2-й Прядильной.

## История
Улица была образована в конце 1940-х годов. Название дано 18 ноября 1949 году в честь расположенной рядом Измайловской прядильно-ткацкой фабрики. Ранее на месте 1-й Прядильной улицы протекал ручей Стеклянка (Стеклянный ручей). Ныне этот ручей полностью заключён в коллектор, он впадает в реку Серебрянку через Серебряно-Виноградный пруд.

## Транспорт
Улица на данный момент имеет всего лишь одну полосу для движения. По улице не проходят маршруты общественного транспорта. Рядом с пересечением с 3-й Парковой расположена остановка (на 3-й Парковой) «Измайловский рынок» автобусных маршрутов т51, 97.

## Здания и сооружения
На улице расположены 15 домов. Жилые дома преимущественно 1950—1970-х годов постройки. Самой поздней постройкой является 15-этажный двухподъездный жилой дом, возведённый в 2004 году по индивидуальному проекту. Также в доме №7 находится помещение прокураторы районов Восточное Измайлово, Северное Измайлово, Измайлово и Соколиная гора.